# 유민장원
《유민장원》(倫文敍 老點柳先開: The Kung-Fu Scholar)은 홍콩에서 제작된 나문 감독의 1993년 영화이다. 곽부성 등이 주연으로 출연하였다.

## 출연

### 주연
- 곽부성
- 장위건
- 주혜민
- 오맹달
- 양가인

### 조연
- 정칙사
- 주문건
- 리하이성
- 유가휘
- 황일산
- 원경단
- 등조존
- 안덕존